# Blackguard
Blackguard ist eine 2001 gegründete Folk-Metal-Band aus Kanada, die bis 2008 noch unter dem Namen Profugus Mortis spielte.

## Bandgeschichte

### Gründungsphase und frühe Entwicklung
Blackguard wurde 2001 unter dem Bandnamen „Profugus Mortis“ in Montreal gegründet. Das erste Demo, United Under a Shadowed Nightsky erschien im Jahr 2003. Zu dieser Zeit stieß die Violinistin Émilie Livernois-Desroches zu der Band hinzu. Noch im selben Jahr verließen die Gründungsmitglieder Alkin, Mordred und Keleos die Band.
Zwischen 2003 und 2005 stießen Étienne Mailloux, Jonathan Lefrançois Leduc und Paul Zinay dazu, so dass wieder ein vollwertiges Line-up entstand. Während dieser Zeit hatte die Band den Titeltrack des Demos neu aufgenommen und als Promo-CD/Single im Jahr 2004 wiederveröffentlicht. Das zweite, namenlose Demo folgte 2004. Die zunehmende Bekanntheit der Band in der Szene verhalf Blackguard damals zu den ersten Touren und Konzerten mit bekannten Bands wie Ensiferum, Lacuna Coil und The Agonist. 2006 kam mit Kim Gosselin ein zweiter Gitarrist zur Band. Das erste Studioalbum wurde 2007, unter dem Namen So It Begins, über das Label Prodisk veröffentlicht. Es wurde, gemessen an den Verkaufszahlen, zum damals erfolgreichsten Album des Labels. 2008 erschien die EP Another Round und Émilie Livernois-Desroches verließ die Band.

### Der Internationale Durchbruch durch Nuclear Blast

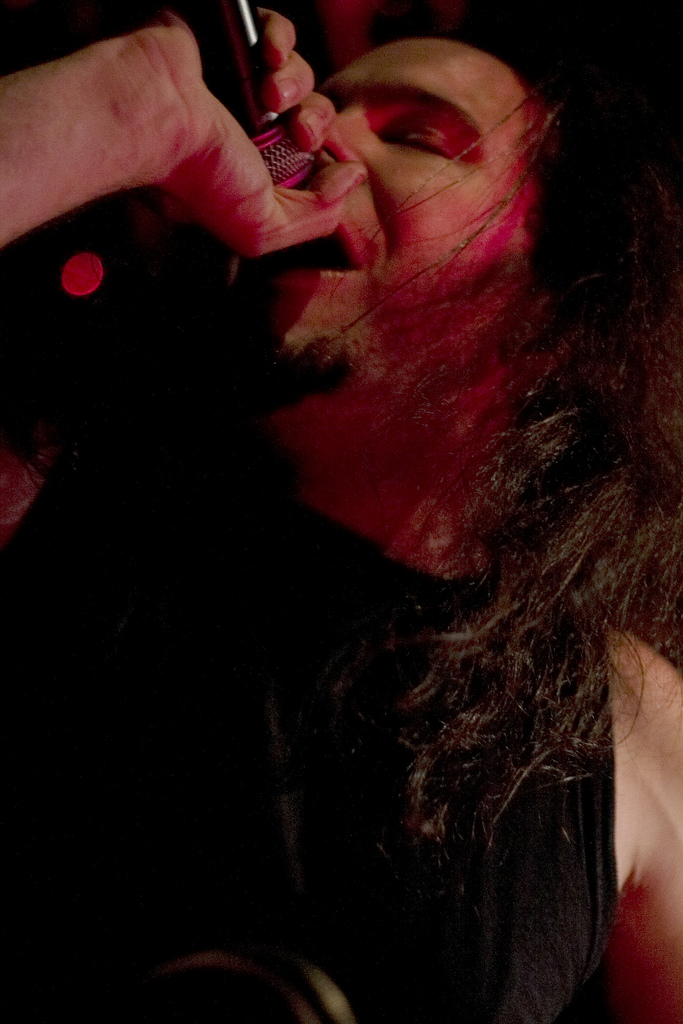
Paul Zinay live

Alljährlich wird von MySpace zusammen mit Nuclear Blast ein Wettbewerb ausgeschrieben, bei dem der Gewinner einen Plattenvertrag erhält. 2008 nahm Blackguard, damals noch unter dem Namen Profugis Mortis, am Wettbewerb teil. Die Band konnte sich gegen knapp 3000 Konkurrenten durchsetzten und gewann den Contest, so dass es zur Vertragsunterzeichnung mit Nuclear Blast kam. Im Zuge dessen ging der Namenswechsel hin zu „Blackguard“ einher.

„Wir sind völlig von den Socken, dass wir von Nuclear Blast als Gewinner ausgewählt wurden. Mit einem so angesehenen Label arbeiten zu dürfen, ist uns eine Ehre und ein Privileg. Wir sind zuversichtlich, dass 2009 ein großes Jahr uns wird und mit Nuclear Blast im Rücken, wüssten wir nicht, warum es nicht so werden sollte!“

Das zweite Studioalbum, Profugus Mortis, das nach dem alten Bandnamen benannt wurde, wurde am 20. März 2009 über Nuclear Blast veröffentlicht. Vom 28. April bis 3. Oktober 2009 nahm die Band am Paganfest teil und spielte neben Bands wie Korpiklaani, Die Apokalyptischen Reiter oder Alestorm.
Im Mai 2010 begleitete Blackguard als Vorband, zusammen mit Hate und Swashbuckle, die schwedische Band Hypocrisy auf deren Nordamerikatour.

### Die Zeit nach Nuclear Blast
Im Oktober 2010 gab die Band den Wechsel zum Label Victory Records sowie den Ausstieg des Keyboarders Leduc bekannt. Vorerst möchte die Band auch als Quintett weitermachen, und keinen Ersatz für Leduc suchen.
Das dritte Studioalbum, Firefight ist am 29. März 2011 über Victory Records erschienen. Die Singleauskopplung des Titeltracks wurde am 22. Februar 2011 veröffentlicht.

## Stil
Anfangs spielte die Band black-metal-beeinflussten Folk Metal. Die Texte erzählten damals überwiegend Fantasiegeschichten, später handelten sie über Philosophische Fragen. Während das textliche Konzept weitestgehend beibehalten wurde, jedoch man auch wieder zahlreiche Geschichten und Sagen einbrachte, entfernte man sich ab 2003 zusehends von den Black-Metal-Einflüssen und näherte sich dem Melodic Death Metal an. Die Band bezeichnet ihren Stil selbst als Epic Metal.
Auf Profugus Mortis handeln die Texte von Geschichten und Reflexionen, die der Band im Laufe der Jahre zu Ohren gekommen sind. Die Texte haben meist einen fröhlichen, positiven Charakter, wobei es z. B. mit I, Demon auch einen melancholischen, düsteren Text gibt. Laut Sänger und Frontmann Paul „Ablaze“ Zinay „[geht es] lyrisch […] darum, dass wir unsere eigenen schlimmsten Dämonen sein können.“ Das Lied The Last We Wage basiert zum Beispiel auf einem Volksmärchen aus der Region Québec, in dem auch die Heimatstadt der Band, Montreal, liegt. Das Cover von Profugus Mortis bezieht sich ebenfalls auf dieses Märchen.

## Diskografie

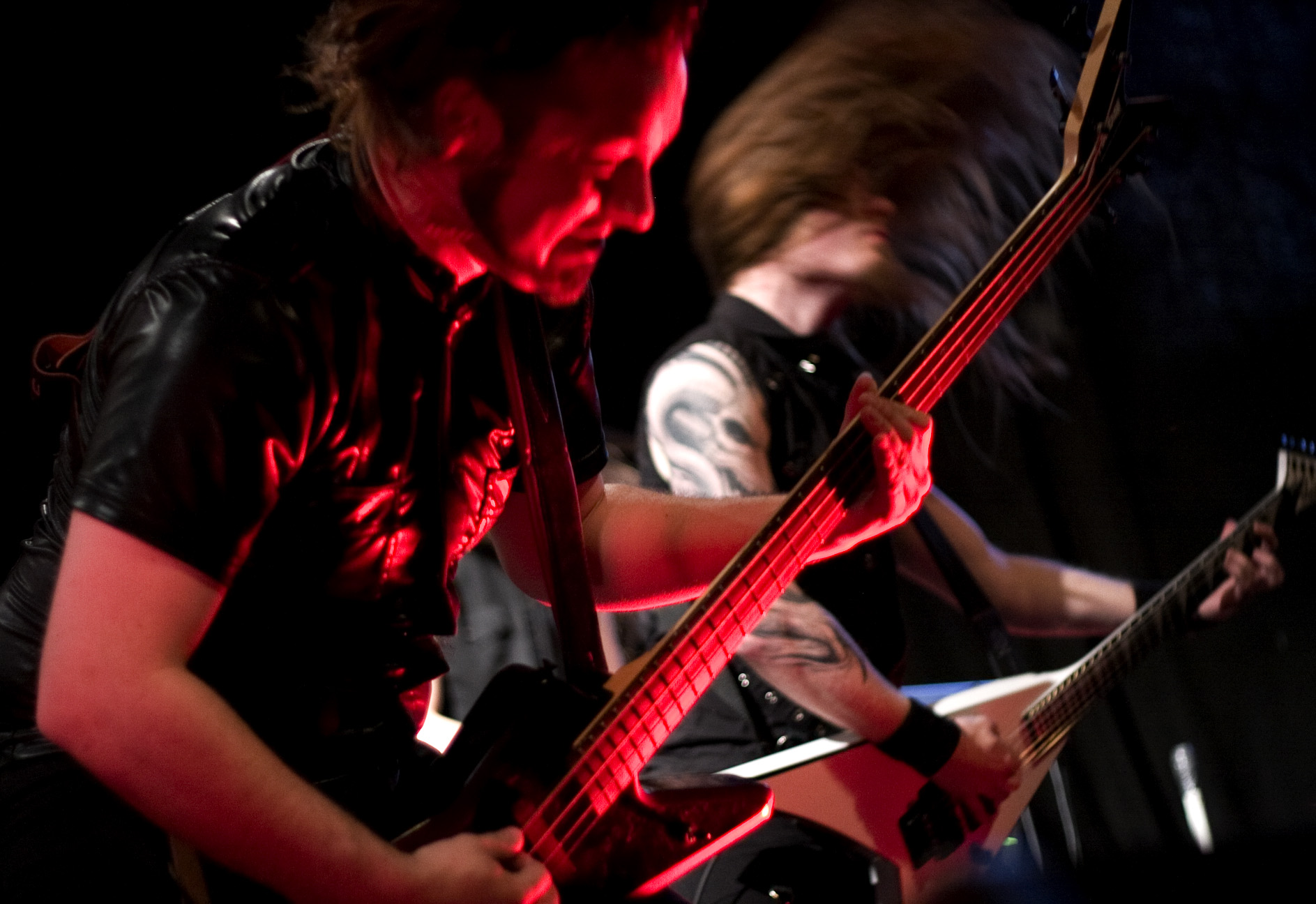
Étienne Mailloux and Terry Deschenes live beim Paganfest 2009

### Alben
- 2007: So It Begins (Prodisk)
- 2009: Profugus Mortis (Nuclear Blast)
- 2011: Firefight (Victory Records)
- 2020: Storm

### Singles
- 2004: United Under a Shadowed Nightsky
- 2011: Firefight (Victory Records)

### Demos und EPs
- 2003: United Under a Shadowed Nightsky
- 2005: Demo
- 2008: Another Round